# Hrabstwo Marshall (Oklahoma)

Piramida wieku mieszkańców hrabstwa Marshall

Marshall – hrabstwo w stanie Oklahoma w Stanach Zjednoczonych. Siedziba władz znajduje się w Madill. Założone w 1907 roku. Populacja w 2000 roku liczyła 13 184 mieszkańców.
Powierzchnia hrabstwa to 1106 km² (w tym 145 km² stanowią wody). Gęstość zaludnienia wynosi 14 osoby/km².
Nazwa hrabstwa pochodzi od nazwiska jednej z twórczyń konstytucji stanu Oklahoma.

## Miasta
- Kingston
- Lebanon (CDP)
- Madill
- New Woodville
- Oakland